# Sorø Gamle Kirkegård
Sorø Gamle Kirkegård er en kirkegård, der ligger ved Sorø Akademi i Sorø på Midtsjælland. Den har eksisteret siden middelalderen og er blandt de ældste kirkegårde i Danmark, som fortsat er i brug.

## Historie
Kirkegården blev etableret i forbindelse med anlæggelsen af Sorø Kloster i den anden halvdel af 1100-tallet. I 1800-tallet blev den udvidet til omtrent fire gange den oprindelige størrelse. Den blev renoveret i perioden 1940-1944.

## Kendte personer begravet på Sorø Gamle Kirkegård
- Thøger Binneballe (1818–1900), arkitekt der var aktiv i Norge[2]
- Jacob Hornemann Bredsdorff (1799–1841), matematiker, videnskabsmand og lingvistiker[3]
- Bartholomæus Hoff (1840–1912), rektor[4]
- Bernhard Severin Ingemann
- Lucie Ingemann
- Carl Emil Kiellerup[5]
- Frederik Marcus lensgreve Knuth, Danmarks 1. udenrigsminister
- Frederik Martin
- Christian Molbech
- Carl Mundt
- Siegfred Neuhaus (1879–1955), maler[6]
- Hans Palludan Rasmussen
- Anna Sarauw
- Andreas Schytte
- Christian Ludvig Stemann
- Poul Hagerup Tregder
- Hans Ussing
- Henrik Ussing
- Palle Wodschow